# Adam Musiał
Adam Musiał (ur. 18 grudnia 1948 w Wieliczce, zm. 18 listopada 2020 w Krakowie) – polski piłkarz i trener piłkarski.
W reprezentacji Polski w latach 1968–1974 rozegrał 34 mecze. Zdobywca trzeciego miejsca na MŚ 74. Trener Roku w Plebiscycie Piłki Nożnej (1991). 
Był uznawany za jednego z najlepszych polskich lewych obrońców.

## Życiorys
Urodził się 18 grudnia 1948 w Wieliczce. Syn Ireny, miał troje rodzeństwa.
W rodzinnym mieście ukończył Szkołę Podstawową nr 2. Karierę piłkarską rozpoczynał w miejscowej Wieliczance, następnie szybko trafił do Górnika Wieliczka. Od 1967 do 1978 grał w Wiśle Kraków. W barwach tego klubu zdobył tytuł Mistrza Polski ’78. Potem został graczem Arki Gdynia (1978–1980), z którą w 1979 roku zdobył Puchar Polski, następnie grał w angielskim Hereford United i amerykańskim Eagles Yonkers New York, gdzie zakończył karierę w 1987.
Po zakończeniu kariery zawodniczej trener m.in. Wisły (początkowo jako asystent Hajdasa, potem od października 1989 aż do marca 1992 pierwszy trener), Lechii Gdańsk (1992–1993) Stali Stalowa Wola (1993–1995), GKS Katowice (od października 1995 do kwietnia 1996). Do śmierci był kierownikiem stadionu piłkarskiego przy ulicy Reymonta 22 w Krakowie.
Zmarł 18 listopada 2020. Został pochowany w Alei Zasłużonych Cmentarza Rakowickiego w Krakowie (część przy ul. Prandoty) (kw. CIX-1-7).

## Życie prywatne

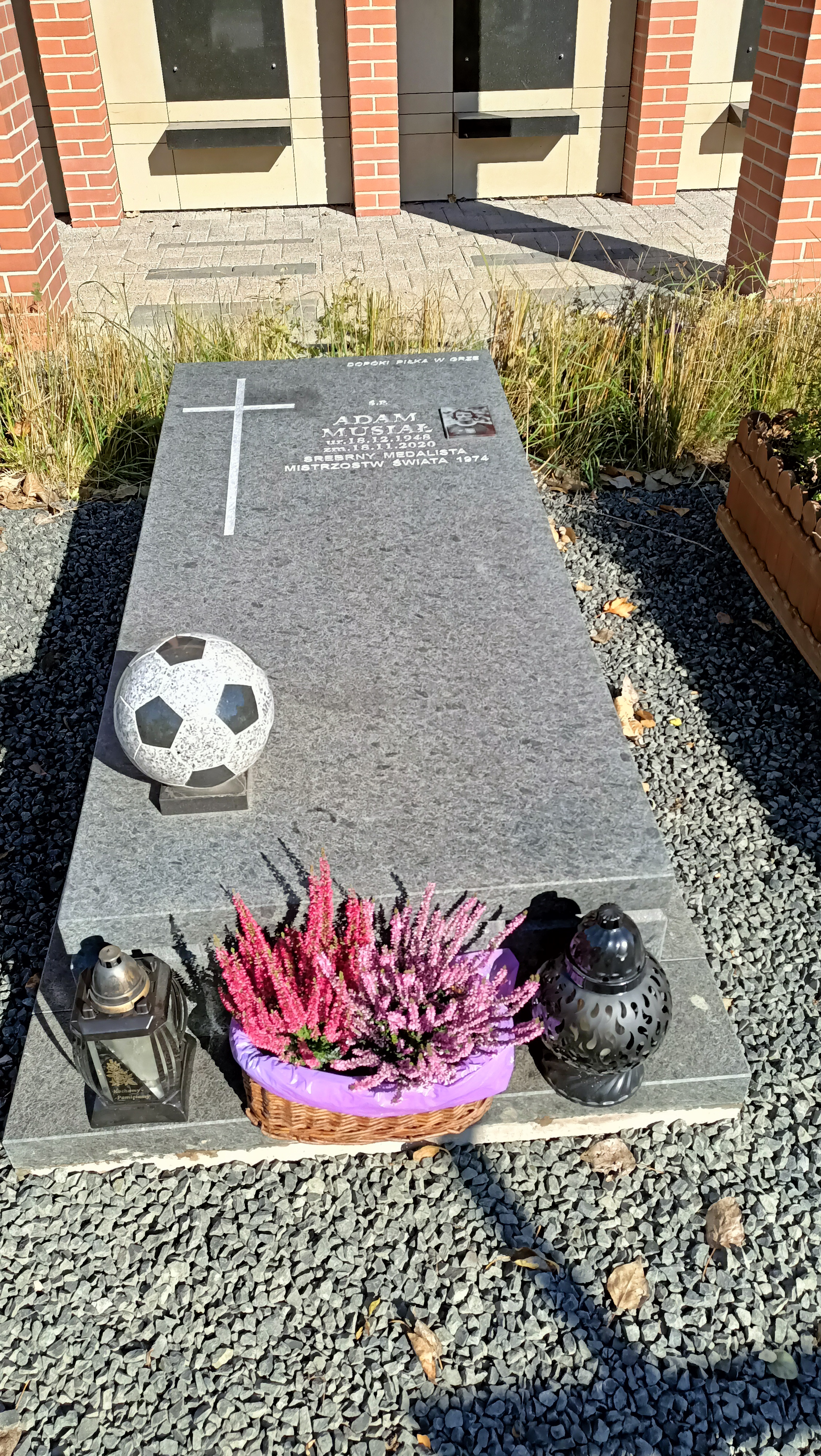
Grób Adama Musiała na Cmentarzu Rakowickim (sierpień 2022)

Adam Musiał był ojcem Tomasza (sędziego piłkarskiego) i Macieja (trenera).

## Mecze w Reprezentacji Polski
| lp. | Data                 | Miejsce             | Przeciwnik        | Rezultat | Rozgrywki       | Grał   | Uwagi        |
| --- | -------------------- | ------------------- | ----------------- | -------- | --------------- | ------ | ------------ |
| 1.  | 20 października 1968 | Szczecin            | NRD               | 1-1      | towarzyski      | 90'    |              |
| 2.  | 30 października 1968 | Chorzów             | Irlandia          | 1-0      | towarzyski      | 90'    |              |
| 3.  | 17 grudnia 1968      | Mar del Plata       | Argentyna         | 0-1      | towarzyski      | 90'    |              |
| 4.  | 30 kwietnia 1969     | Ankara              | Turcja            | 3-1      | towarzyski      | 90'    |              |
| 5.  | 23 września 1970     | Dublin              | Irlandia          | 2-0      | towarzyski      | 90'    |              |
| 6.  | 14 października 1970 | Chorzów             | Albania           | 3-0      | elim. Euro 1972 | 90'    |              |
| 7.  | 22 września 1971     | Kraków              | Turcja            | 5-1      | elim. Euro 1972 | 90'    |              |
| 8.  | 10 października 1971 | Warszawa            | RFN               | 1-3      | elim. Euro 1972 | 90'    |              |
| 9.  | 5 grudnia 1971       | Izmir               | Turcja            | 0-1      | elim. Euro 1972 | 90'    |              |
| 10. | 10 maja 1972         | Poznań              | Szwajcaria        | 0-0      | towarzyski      | 90'    |              |
| 11. | 15 października 1972 | Bydgoszcz           | Czechosłowacja    | 3-0      | towarzyski      | 90'    |              |
| 12. | 20 marca 1973        | Łódź                | Stany Zjednoczone | 4-0      | towarzyski      | 90'    |              |
| 13. | 13 maja 1973         | Warszawa            | Jugosławia        | 2-2      | towarzyski      | 90'    |              |
| 14. | 16 maja 1973         | Wrocław             | Irlandia          | 2-0      | towarzyski      | 90'    |              |
| 15. | 6 czerwca 1973       | Chorzów             | Anglia            | 2-0      | elim. MŚ 1974   | 90'    |              |
| 16. | 1 sierpnia 1973      | Toronto             | Kanada            | 3-1      | towarzyski      | 90'    |              |
| 17. | 3 sierpnia 1973      | Chicago             | Stany Zjednoczone | 1-0      | towarzyski      | 90'    |              |
| 18. | 5 sierpnia 1973      | Los Angeles         | Meksyk            | 1-0      | towarzyski      | do 45' |              |
| 19. | 8 sierpnia 1973      | Monterrey           | Meksyk            | 2-1      | towarzyski      | 90'    |              |
| 20. | 12 sierpnia 1973     | New Britain         | Stany Zjednoczone | 0-1      | towarzyski      | do 45' |              |
| 21. | 19 sierpnia 1973     | Warna               | Bułgaria          | 2-0      | towarzyski      | od 37' |              |
| 22. | 26 września 1973     | Chorzów             | Walia             | 3-0      | elim. MŚ 1974   | 90'    | Żółta kartka |
| 23. | 10 października 1973 | Rotterdam           | Holandia          | 1-1      | towarzyski      | do 45' |              |
| 24. | 17 października 1973 | Londyn              | Anglia            | 1-1      | elim. MŚ 1974   | 90'    | Żółta kartka |
| 25. | 17 kwietnia 1974     | Liège               | Belgia            | 1-1      | towarzyski      | 90'    | Żółta kartka |
| 26. | 15 maja 1974         | Warszawa            | Grecja            | 2-0      | towarzyski      | do 46' |              |
| 27. | 15 czerwca 1974      | Stuttgart           | Argentyna         | 3-2      | MŚ 1974         | 90'    |              |
| 28. | 19 czerwca 1974      | Monachium           | Haiti             | 7-0      | MŚ 1974         | do 71' |              |
| 29. | 23 czerwca 1974      | Stuttgart           | Włochy            | 2-1      | MŚ 1974         | 90'    | Żółta kartka |
| 30. | 30 czerwca 1974      | Frankfurt nad Menem | Jugosławia        | 2-1      | MŚ 1974         | 90'    |              |
| 31. | 3 lipca 1974         | Frankfurt nad Menem | RFN               | 0-1      | MŚ 1974         | 90'    |              |
| 32. | 6 lipca 1974         | Monachium           | Brazylia          | 1-0      | MŚ 1974         | 90'    |              |
| 33. | 1 września 1974      | Helsinki            | Finlandia         | 2-1      | elim. Euro 1976 | 90'    |              |
| 34. | 4 września 1974      | Warszawa            | NRD               | 1-3      | towarzyski      | do 76' |              |